# De lustige slurvers
De lustige slurvers is het 86ste stripverhaal van Jommeke. De reeks wordt getekend door striptekenaar Jef Nys.

## Verhaal
Wanneer de Indische olifant Rachad uit de dierentuin zijn slurf verliest maakt professor Gobelijn een drankje waardoor de slurf terug groeit. De professor maakt liters van het drankje. Jommeke, Flip en Filiberke willen voorkomen dat dit drankje in de waterleiding terechtkomt. Ze besluiten het drankje te laten wegvloeien via het riool. Terwijl de professor naar Afrika is om slurfloze olifanten te zoeken loopt het echter mis. Alle inwoners van Zonnedorp en de omgeving krijgen een slurf behalve Jommeke. Ook de dieren waaronder Pekkie en Choco krijgen een slurf. Het drankje kwam via de waterzuiveringsinstallatie toch in de waterleiding terecht. Jommeke ontsnapt hieraan omdat hij thuis pompwater drinkt. Hij organiseert allerlei evenementen waaronder een blaasorkest. Later blijkt dat de roeiploeg van Zonnedorp niet kan deelnemen aan een grote roeiwedstrijd. Jommeke zoekt een nieuwe roeiploeg. Deze wint na een aarzelende start de wedstrijd makkelijk door hun slurven te gebruiken. Enkele weken later verdwijnen de slurven plots en het leven herneemt zijn normale gang. Wanneer de professor terugkeert vertelt hij dat het slurfgroeimiddel niet in de waterleiding terecht mag komen (wat inmiddels al gebeurde) en dat het slechts tijdelijk werkt bij mensen. Enkel bij olifanten heeft het een blijvende werking. Het verhaal eindigt met een bezoek aan Rachad.